# Sabato, domenica e lunedì (film 2021)
Sabato, domenica e lunedì è un film per la televisione italiano diretto da Edoardo De Angelis e tratto dall'omonima opera teatrale scritta da Eduardo De Filippo.

## Trama
Rosa Piscopo, come ogni sabato, prepara il ragù per il pranzo della domenica. Suo marito Peppino Priore si aggira nervoso in cucina, polemizzando con lei su ogni minima cosa. Il motivo del nervosismo si manifesta il giorno dopo. È domenica, e l'intera famiglia Priore è riunita davanti al ragù; Rosa ha indossato il foulard azzurro regalatole dal vicino di casa, il premurosissimo ingegnere Luigi Ianniello, invitato insieme a sua moglie Elena. Peppino non tocca cibo e, all’ennesimo complimento rivolto da Ianniello alla moglie, roso dalla gelosia, li accusa entrambi senza mezzi termini di avere una «tresca schifosa».
Rosa, sconvolta dalla scenata di gelosia, che è rivolta soprattutto a lei e che è il risultato delle incomprensioni che si sono accumulate e che hanno minato il rapporto della coppia, viene colta da un leggero malore. Assistita dalle cure premurose dei familiari passa il resto della domenica nella mestizia, mentre Peppino, sconsolato e addolorato per aver causato il malessere della moglie, si sente incompreso da tutti.
Arriva finalmente il lunedì: la famiglia Priore, con animo più tranquillo, riflette su quanto è accaduto il giorno prima e capisce che in fondo il motivo che ha fatto nascere il litigio della coppia è l'amore che ancora li unisce. Marito e moglie alla fine si dicono quello che finora hanno tenuto nascosto nei loro animi e dal chiarimento rinasce il ricordo del loro amore che ancora li terrà uniti.

## Produzione
Le riprese hanno avuto luogo per sei settimane a Posillipo, con le scene girate in ordine cronologico.

## Distribuzione
Trasmesso in prima serata su Rai 1 martedì 14 dicembre 2021, si tratta del secondo capitolo di una trilogia, preceduto da Natale in casa Cupiello (2020) e seguìto da Non ti pago (2021).

## Accoglienza
Il film ha registrato una media di 3 019 000 telespettatori pari al 15,4% di share.